# Jona Senilagakali
Jona Senilagakali (8 de noviembre de 1929 en Waciwaci, Lakeba, Islas Lau - 26 de octubre de 2011 en Waciwaci, Lakeba, Islas Lau) fue un político y médico fiyiano y ex primer ministro de ese país.
Accedió al cargo el 5 de diciembre de 2006 tras un golpe de Estado realizado por el comodoro Frank Bainimarama en contra del primer ministro Laisenia Qarase, elegido democráticamente. Su ascenso no fue reconocido por el Gran Consejo de Jefes, que se mantuvo fiel a Qarase. Fue reemplazado el 5 de enero de 2007 por el Comodoro Bainimarama. Falleció el 26 de octubre de 2011 a los 81 años de edad.